# Stanisław Miklaszewski
Stanisław Miklaszewski (ur. 5 marca 1947 w Krakowie, zm. 21 kwietnia 2011) – polski ekonomista, profesor Uniwersytetu Ekonomicznego w Krakowie. Jego specjalnością były: integracja gospodarcza w ramach Unii Europejskiej, międzynarodowe stosunki gospodarcze oraz makroekonomia. Pochowany na cmentarzu Rakowickim w Krakowie (pas 16, płn.).

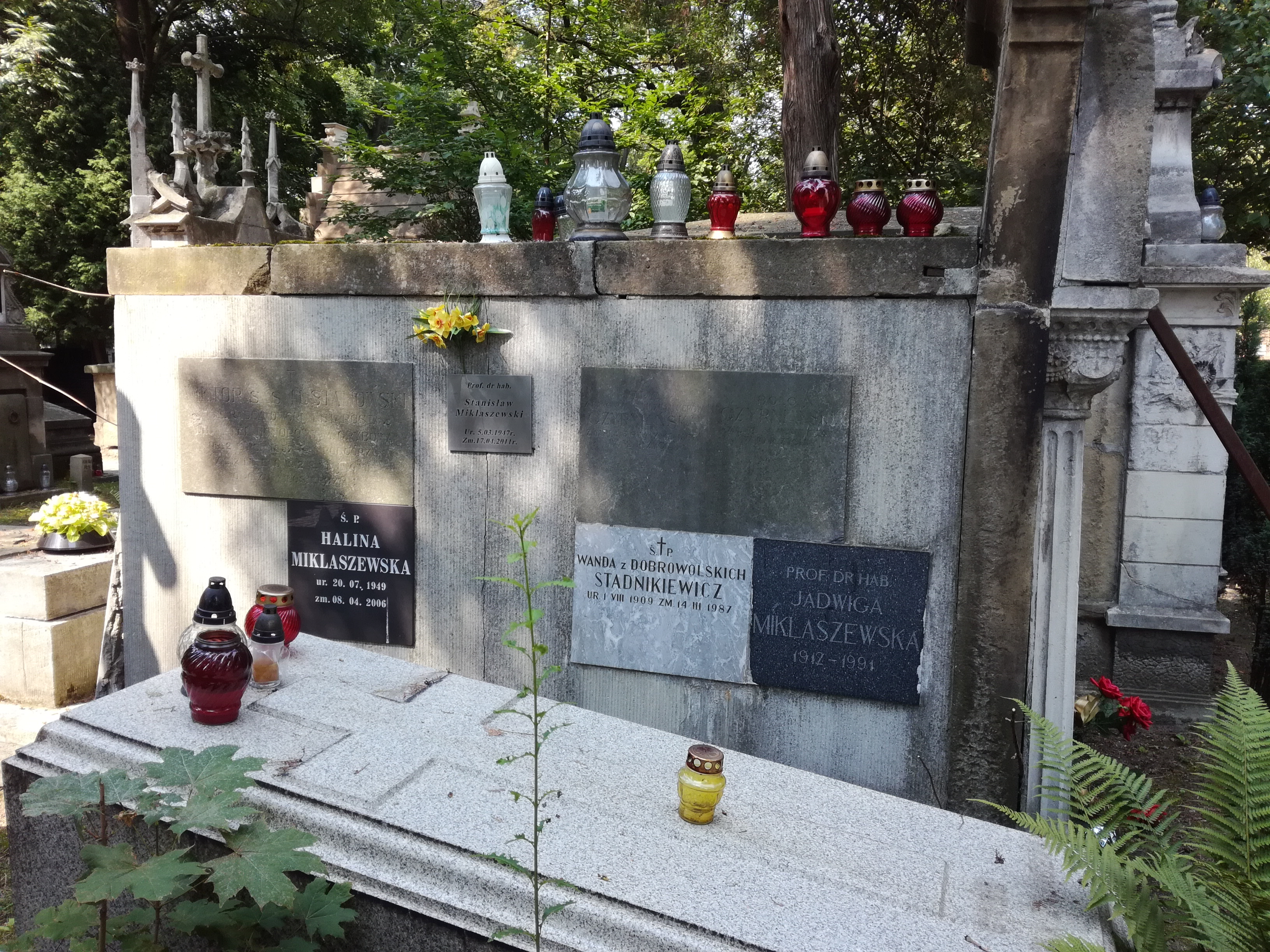
grób Miklaszewskich na cmentarzu Rakowickim

## Odznaczenia
- Złoty Krzyż Zasługi (2000)[5]

## Publikacje książkowe
- Doświadczenia negocjacji akcesyjnych państw UE
- Gospodarka światowa w warunkach globalizacji i regionalizacji rynków
- Integracja Polski z Unią Europejską. Aspekty ekonomiczno-prawne
- Kraje rozwijające się w światowym systemie gospodarki
- Międzynarodowe stosunki gospodarcze u progu XXI wieku
- Natura i różnorodność przebiegu światowego kryzysu gospodarczego (współautorzy: Joanna Garlinska-Bielawska, Jacek Pera)
- Rozszerzenie Unii Europejskiej – polski syndrom